# Umfolozi
L'Umfolozi (parfois uMfolozi, Imfolozi ou Mfolozi) est un fleuve du KwaZulu-Natal, une province d'Afrique du Sud. Il est formé  par la confluence de l'Umfolozi noir  (Imfolozi emnyama) et de l'Umfolozi blanc (Imfolozi emhlope) près de la limite sud-est de la réserve d'Hluhluwe-Umfolozi, aux coordonnées 28° 20′ 58″ S, 31° 58′ 46″ E. Le nom isiZulu imFolozi est censé décrire le cours sinueux des deux affluents, quoique d'autres  explications aient été avancées.
Le fleuve coule vers l'est et rejoint l'océan Indien juste au sud de l'embouchure du lac Sainte-Lucie et du parc de la zone humide d'iSimangaliso. Le flux calme et les roselières, qui jouent un rôle de filtre naturel pour les limons, font du fleuve un habitat pour de nombreuses espèces.

## Propriétés
C’est une rivière à méandres, ayant un bassin de 11 086 km2. À l’embouchure, elle a une largeur de 38 mètres, avec un dénivelé de 0,36 mètre par kilomètre. La granulométrie moyenne des matériaux du lit est de 0,35 mm.

## Transport de sédiments
Cette rivière transporte annuellement 1,4 million de tonnes de sédiment en suspension vers l’océan Indien.

## Écologie
Durant les années 1950, l'association des propriétaires terriens de l'Umfolozi canalisa le cours d'eau dans sa traversée  des Monzi Flats pour développer la culture de la canne à sucre. Le canal déversait ses eaux, qui n'étaient plus filtrées naturellement, dans l'embouchure du lac Sainte-Lucie, ce qui en causa l'envasement. Cela ne s'était produit qu'une seule fois avant cette date, à l'occasion d'une sécheresse dans les années 1930.
Le gouvernement commença une opération de dragage de la zone de l'estuaire, sans efficacité. Après plusieurs années, l'étape suivante consista à empêcher le fleuve de se déverser dans l'estuaire de Sainte-Lucie. Un canal lui permit de se déboucher directement dans l'océan à Maphelana. Le résultat de cette opération est que le panache limoneux du fleuve, poussé par les vents du sud, s'étend cent kilomètres au nord jusqu'à la baie de Sodwana. Cela est néfaste pour le corail, habitat de nombreux poissons et protection naturelle de la ligne de côte. De plus, c'est une gêne pour les activités de plongée sous-marine, notamment à Cap Vidal, zone touristique du parc de la zone humide d'iSimangaliso, inscrit sur la liste du patrimoine mondial de l'UNESCO.
À l'instar de la Tugela, de l'Umkomazi et de l'Umgeni, le fleuve est l'habitat du Scaly yellowfish, poisson du KwaZulu-Natal, qui fait partie de la faune endémique qu'on retrouve entre le piémont du Drakensberg et les basses plaines littorales.

## Photographies

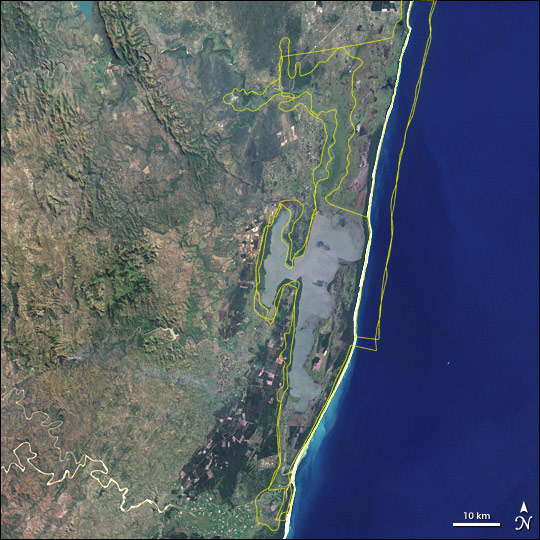
L'Umfolozi près du parc de la zone humide d'iSimangaliso.
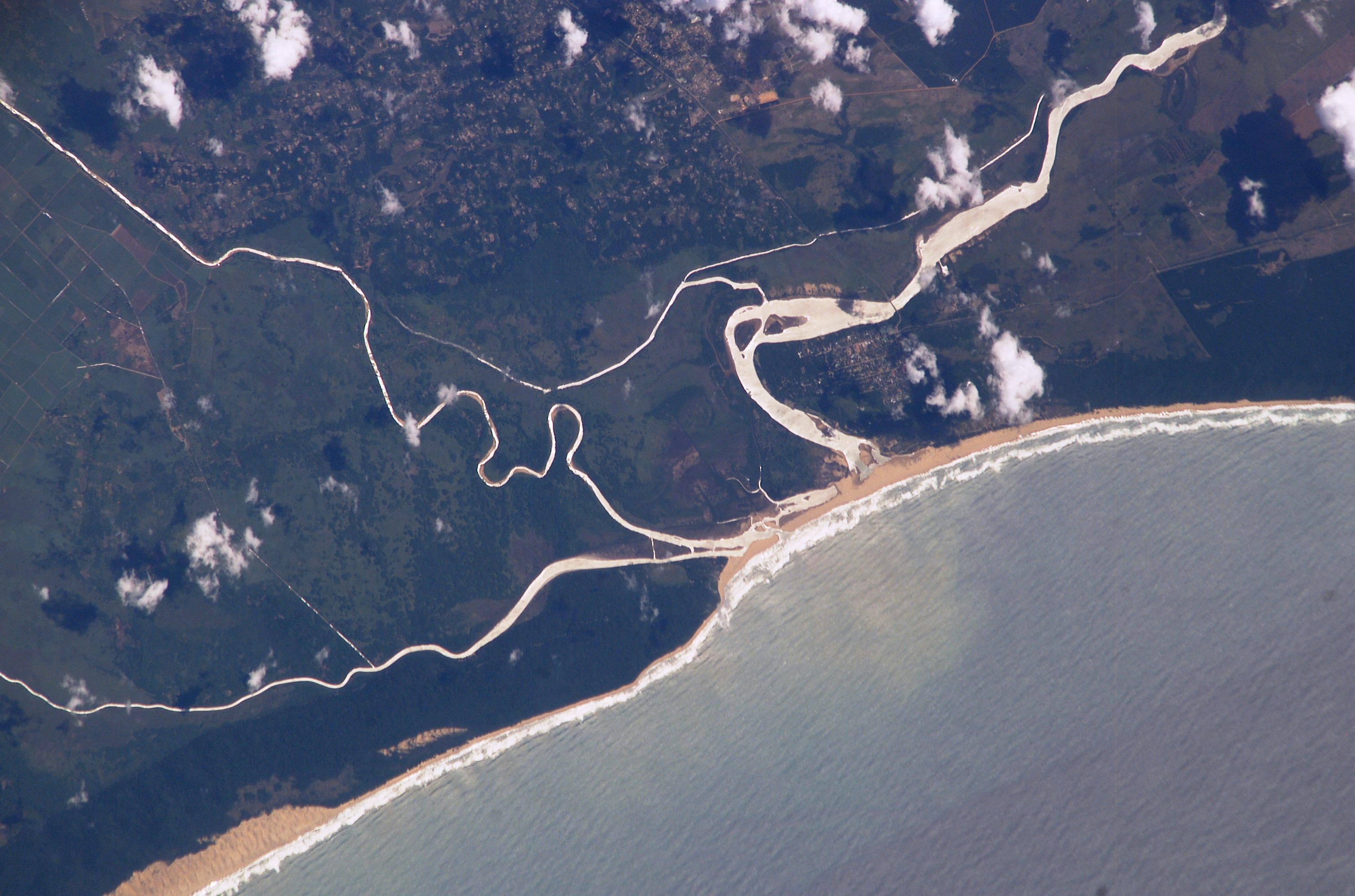
L'ancien et le nouveau cours de l'Umfolozi ; on  voit, sur la gauche, le Msundizi qui débouche au même endroit. On voit, dans l'océan, le panache limoneux apporté par le fleuve.